# Dümmer (Datteln)
Die Dümmersiedlung (kurz: Dümmer) ist eine ab 1914 gegründete südlich der Innenstadt von Datteln auf dem Gebiet der früheren Bauerschaft Meckinghoven gelegene Wohnkolonie. Dümmer wird seit 2013 als statistischer Bezirk der Stadt getrennt vom Kern-Meckinghoven nebst bauerschaftlichen Anteilen geführt.

## Geographie
Im Uhrzeigersinn (nördlich beginnend) grenzt der statistischen Bezirk an die Nachbarbezirke Hagem im Norden, Emscher-Lippe im Osten, Meckinghoven im Süden und Horneburg im Westen.

## Geschichte
Die Dümmerkolonie wurde als Bergarbeitersiedlung der Zeche Emscher-Lippe, deren Schächte I und II sich auf der östlich gegenüberliegenden Seite der B 235 befanden, angelegt. Älteste Teile und bereits auf dem Messtischblatt Recklinghausen von 1907 eingezeichnet sind der äußerste Norden zwischen Anna- und Zechenstraße („Siedelung Im Dümmer“) und der äußerste Süden, südlich des Meckinghover Wegs („Siedelung im Böckenheck“). 1931 war der Nordteil bereits zu beiden Seiten der Margaretenstraße besiedelt, die Lücke zum Böckenheck schloss sich erst zwischen 1949 und 1959, wodurch das Böckenheck namentlich von den Messtischblättern verschwand und nur noch mit „Im Dümmer“ (1980: „Dümmersiedlung“) beschriftet wurde. Auf einigen Messtischblättern vor und nach 1980 steht links (westlich) neben der Siedlung auch irreführenderweise „Hagem“ und „Im Dümmer“ in kleinerer Schrift oberhalb (nördlich). Der frühere Hauptwohnplatz von Hagem liegt jedoch nördlicher, und zwar im heutigen statistischen Kernstadtbezirk Hagem, der erst ab den 1970ern als Siedlung ausgebaut wurde.
Bis heute dient der Dümmer als reine Wohnsiedlung. Stand Mitte 2013 lebten in dieser 3179 Einwohner.

## Verkehr
Wie die gesamte Stadt Datteln ist auch Dümmer an das Vestische Straßenbahnnetz angeschlossen. Die Linien SB 22, 280 und 281 binden den Stadtteil an.
| Linie | Verlauf | Takt (Mo–Fr) |
| ----- | --- | ------------ |
| SB22  | Datteln Bus Bf – Beisenkampsiedlung – Hagem Vestische Kinderklinik – Dümmer Böckenheckstr. – Meckinghoven Neuer Weg – Datteln Bf – Henrichenburg – Habinghorst – Castrop-Rauxel Hbf – Europaplatz – Castrop Münsterplatz | 30 min       |
| 280   | Datteln Elisabethstr. – Ostring →/← Datteln Hafen – Datteln Bus Bf – Hagem – Dümmersiedlung – Meckinghoven | 60 min       |
| 281   | Datteln Elisabethstr. – Datteln Hafen →/← Ostring – Datteln Bus Bf – Hagem – Dümmersiedlung – Meckinghoven – Horneburg                                                                                                   | 60 min       |

An Dümmer grenzt die Bundesstraße 235 (Senden – Lüdinghausen – Olfen – Datteln – Castrop-Rauxel – Witten).

## Gewässer
Der Dümmerbach, ein rechter Nebenbach des Dattelner Mühlenbachs, beginnt namentlich unmittelbar nördlich der Siedlung mit dem Zusammenfluss des in Süd-Nord-Richtung passierenden Mottbachs mit dem aus Richtung Horneburg im Westen kommenden Dümmelbach, der die Trennlinie zu Hagem bildet.

## Bildung
Die Grundschule Böckenheck liegt in dem Stadtteil.